# カロネード砲

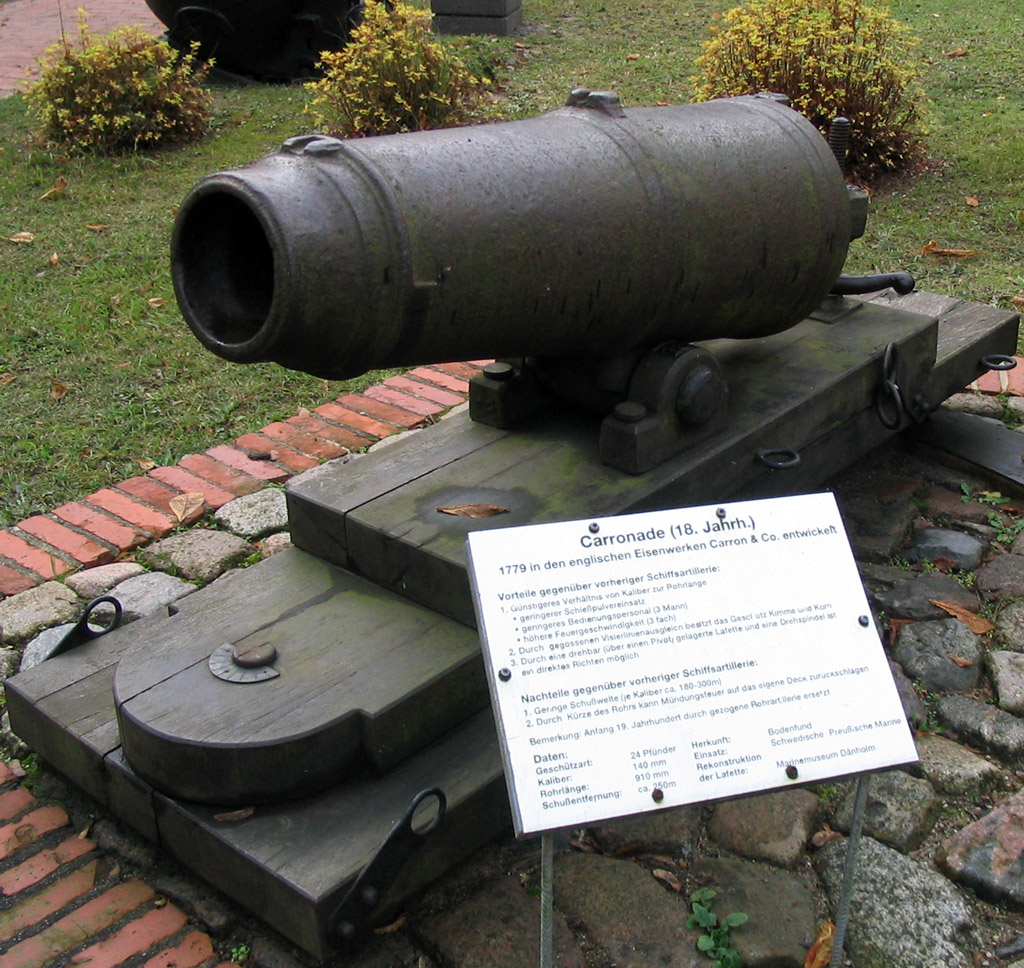
カロネード砲

カロネード砲（カロネードほう、英語: Carronade）は、大砲の一種。イギリス陸軍のロバート・メルビル中将の発案で、スコットランドのカロン社で作られた近距離用の前装式滑腔砲。1776年に開発、1779年からイギリス海軍に正式採用され、1860年代頃まで使われた。

## 特徴

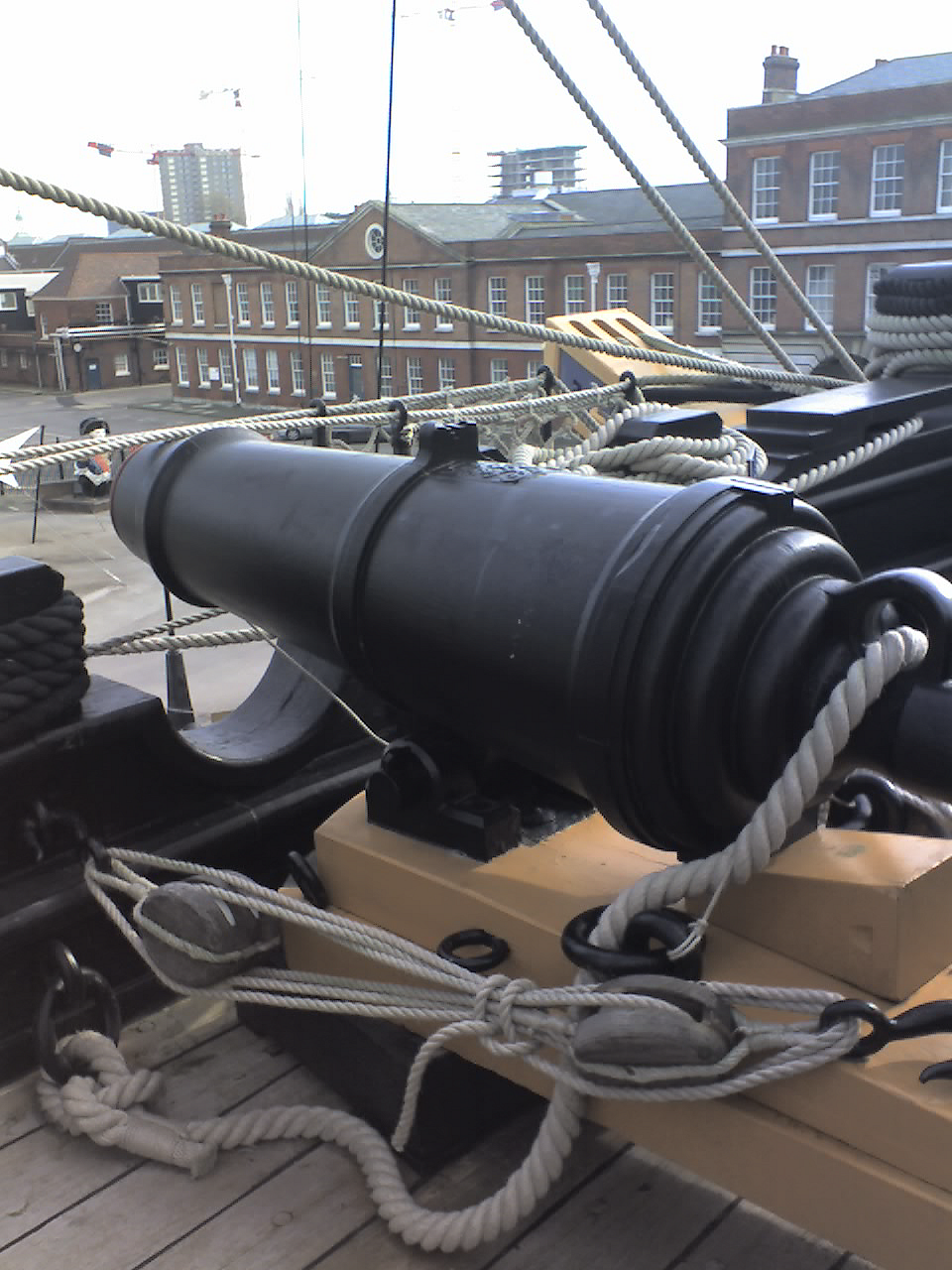
ヴィクトリー 号搭載68ポンドカロネード砲

カロネード砲の特徴は砲身の短さと薄さにある。例えば同じ32ポンド砲で比較すると、自重は半カノン砲の2.5tに対してカロネード砲は0.8t、砲身長は3mに対して1.2mと半分以下である。また砲は初期を除いて従来の砲車ではなく、発射時に反動吸収装置として働くスライド式の固定砲架上（前部を軸に左右への指向は可能）に載せられるため、1門あたりの砲員が少なく済む。この利点によって、戦列艦の補助火砲として搭載された。また通常は搭載不可能な大口径砲を4等級以下の重フリゲートに搭載することが可能になった。
カロネード砲のもうひとつの特徴は、重さの割に口径が大きめに作られていたことである。設計段階から重火力が求められていたことで、そのサイズから滅多に艦砲にならない68ポンドの重砲弾が撃てるものまで作られた。その威力はすさまじく、「粉砕者」（Smasher）のあだ名が付けられた。また短砲身・大口径であることから砲腔を精確に鋳造加工しやすく、射撃精度はより長砲身のカルバリン砲やカノン砲に劣るものではなかった。
ただし代償として射程が犠牲になっていた。カノンロイヤル級の68ポンド砲で比較すると、有効射程は通常砲の約1600mに対し、カロネード砲は約360mでしかない。あくまで接舷戦直前で威力を発揮する近距離専門砲であるため、旋回砲同様の補助火砲として扱われ、帆走軍艦の等級分けの基準となる備砲数には長い間含まれなかった。ようやくカロネード砲が備砲だと認められたのは1817年からだった。だが帆船時代の砲撃戦は、砲の威力と命中精度に難があり大抵は距離数百m以下の接近戦になったので、射程の短さによって不利になる場面は少なかった。

## 歴史
カロネードは導入当初はその圧倒的な火力が魅力となり、イギリス海軍に積極的に配備されていった。間もなく世界各国の海軍に広まり、アメリカ独立戦争ではアメリカ海軍にも採用された。その最盛期はナポレオン戦争頃で、イギリス・フランス海軍の戦列艦に装備されていた。
しかし、19世紀中頃には命中精度や射程に優れ、発射速度の速い後装式施条砲の登場によって、カロネード砲は登場一世紀にも満たない内に過去の物となった。